# Terratrèmol d'Agadir de 1960
El terratrèmol d'Agadir va tenir lloc el 29 de febrer de 1960 a les 23:40 (Hora d'Europa Occidental) prop de la localitat d'Agadir, situada a la costa atlàntica de l'oest del Marroc. Tot i la magnitud moderada de 5,7 graus, la seva intensitat màxima percebuda fou de X (Extrema) a l'escala de Mercalli. Moriren entre 12.000 i 15.000 persones (més o menys un terç de la població de la ciutat en aquell moment) i unes altres 12.000 resultaren ferides, i almenys 35.000 persones es quedaren sense casa, cosa que convertí aquest terratrèmol en el més destructiu i mortífer de la història del Marroc. L'àrea de Talbordjt resultà especialment afectada. L'hipocentre poc profund de la tremolor i la seva proximitat a la ciutat portuària d'Agadir, juntament amb mètodes constructius poc adequats, foren les raons esgrimides pels enginyers i sismòlegs per explicar la destrucció causada.